# شینگ آئووی
شینگ آئووی (انگلیسی: Xing Aowei؛ زادهٔ ۱۵ فوریه ۱۹۸۲) ژیمناست هنری اهل چین است. از افتخارات وی میتوان به کسب مدال طلا بخش تمامی اسباب در بازی‌های المپیک تابستانی ۲۰۰۰ اشاره کرد. 